# Župa Srednja
Župa Srednja – wieś w Chorwacji, w żupanii splicko-dalmatyńskiej, w gminie Zagvozd. W 2011 roku liczyła 3 mieszkańców.